# Pennsylvania National Guard

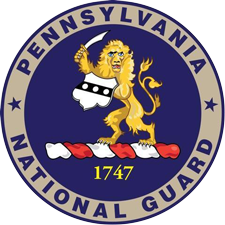
Logo der Pennsylvania National Guard

Die Pennsylvania National Guard (PANG) des Bundesstaates Pennsylvania besteht unter diesem Namen seit 1870  und ist Teil der im Jahr 1903 aufgestellten Nationalgarde der Vereinigten Staaten (akronymisiert USNG) und somit auch Teil der zweiten Instanz der militärischen Reserve der Streitkräfte der Vereinigten Staaten.

## Organisation
Die Mitglieder der Nationalgarde sind freiwillig Dienst leistende Milizsoldaten, die dem Gouverneur (aktuell Josh Shapiro) unterstehen. Adjutant General of Pennsylvania ist aktuell Anthony J. Carelli. Bei Einsätzen auf Bundesebene ist der Präsident der Vereinigten Staaten Commander-in-Chief. Die Nationalgardeeinheiten des Staates werden auf Bundesebene vom National Guard Bureau (Arlington, VA) unter General Steven Nordhaus koordiniert.
Die Pennsylvania National Guard besteht aus den beiden Teilstreitkraftgattungen des Heeres und der Luftstreitkräfte, namentlich der Army National Guard und der Air National Guard. Davon zu trennen ist die Staatsgarde, die Pennsylvania State Guard (z. Z. inaktiv), die allein dem Bundesstaat verpflichtet ist.
Die Pennsylvania Army National Guard hat (Stand 2017) eine Personenstärke von 15.476, die Pennsylvania Air National Guard eine von 3.799, hat also eine Personenstärke von insgesamt 19.275. Die Pennsylvania National Guard ist damit die zweitpersonalstärkste Nationalgarde in den Vereinigten Staaten.

## Geschichte

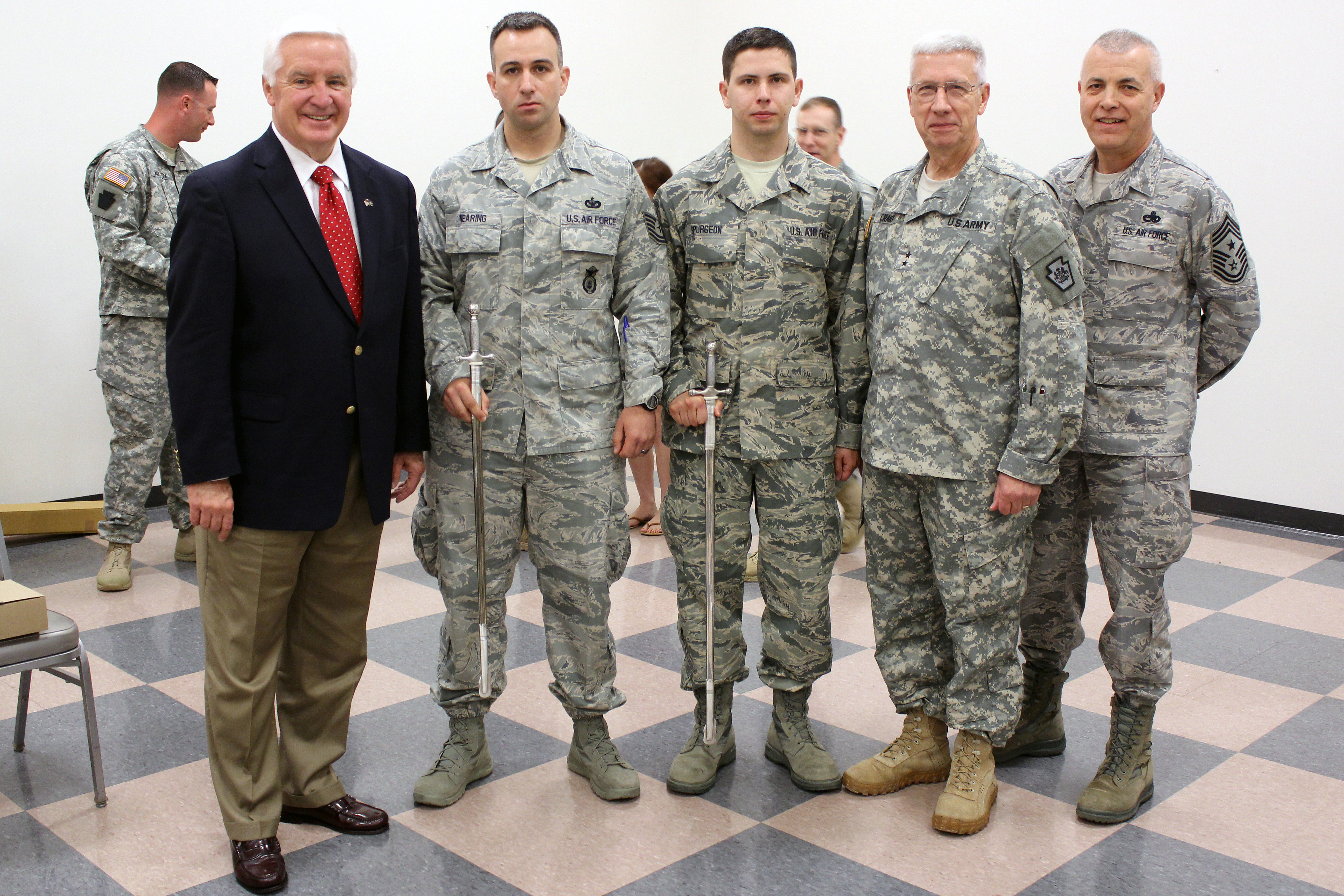
Gouverneur Tom Corbett mit Angehörigen der Pennsylvania National Guard

Die Pennsylvania National Guard führt ihre Wurzeln auf Milizverbände der Province of Pennsylvania aus dem Jahre 1747 zurück, die u. a. im Unabhängigkeitskrieg und später als State militia im Britisch-Amerikanischen Krieg von 1812 kämpften. Während des Sezessionskrieges 1861 bis 1865 stand der Bundesstaat auf Seiten der Nordstaaten. Die Nationalgarden der Bundesstaaten sind seit 1903 bundesgesetzlich und institutionell eng mit der regulären Armee und Luftwaffe verbunden, so dass unter bestimmten Umständen mit Einverständnis des Kongresses die Bundesebene auf sie zurückgreifen kann. Die Nationalgarde wurde nachfolgend in jedem größeren Konflikt eingesetzt, so im Ersten und Zweiten Weltkrieg als auch im Koreakrieg. Nach den Anschlägen vom 11. September 2001 wurde die Nationalgarde im Krieg gegen den Terror u. a. auch im Irak und in Afghanistan eingesetzt. Die Pennsylvania National Guard führte aber auch im Inneren zahlreiche Einsätze durch. 2005 wurde infolge Hurrikan Katrina die Nationalgarde zu Hilfe gerufen und 125.000 Nationalgardisten aus allen Bundesstaaten eingesetzt. Beim Sturm auf das Capitol 2021 wurden u. a. Einheiten der Pennsylvania National Guard zur Wiederherstellung der Ordnung eingesetzt.

## Einheiten

### Einheiten der Pennsylvania Army National Guard
- 28th Infantry Division (Mechanized)
  - 28th Division Headquarters and Headquarters Battalion in Harrisburg
  - 2nd Infantry Brigade Combat Team (2nd IBCT)
  - 55th Maneuver Enhancement Brigade (55th MEB)
  - 56th Stryker Brigade Combat Team (56th SBCT)
  - 28th Expeditionary Combat Aviation Brigade (28th ECAB) in Fort Indiantown Gap
- 213th Regional Support Group (213th RSG) in Allentown
- 728th Combat Support Sustainment Battalion (728th CSSB)
- 228th Transportation Battalion
- 166th Regiment (Regional Training Institute) in Fort Indiantown Gap
  - 1st Battalion (Maneuver)
  - 2nd Modular Training Battalion
  - 3rd Battalion Non-Commissioned Officer Academy (NCOA)
  - Medical Battalion Training Site
- Eastern Army National Guard Aviation Training Site
- 3rd WMD Civil Support Team, Fort Indiantown Gap.
- 3rd Chemical, Biological, Radiological, and Nuclear Task Force
- Pennsylvania Task Force North
- Pennsylvania Task Force in Fort Indiantown Gap

### Einheiten der Pennsylvania Air National Guard
- 111th Fighter Wing auf der Horsham Air National Guard Station, Willow Grove
- 171st Air Refueling Wing auf der Pittsburgh IAP Air Reserve Station
- 193d Special Operations Wing auf der Olmsted Air National Guard Base, Middletown